# África Peñalver
África Peñalver Roland es una modelo española. Ha aparecido en la portada de Vogue España dos veces.

## Primeros años
Peñalver estudió en el Liceo Francés de Valencia, una escuela de inmersión francesa. Antes de desfilar como modelo, fue amazona.

## Carrera

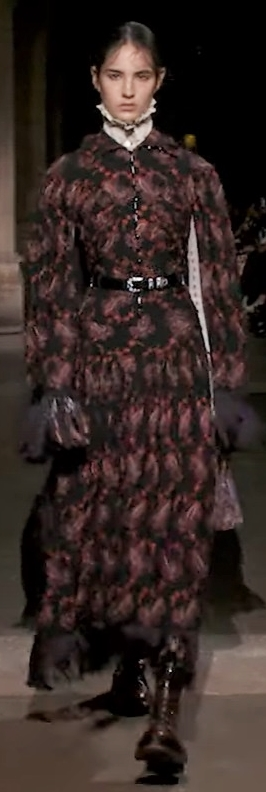
África Peñalver en Paco Rabanne

En 2017, Peñalver debutó como una exclusiva para JW Anderson y ha desfilado para las marcas Chanel, Dior, Maison Margiela, Elie Saab, Prada Resort, Loewe, Rodarte (cerrando el desfile), Valentino, Alaïa, Isabel Marant, Altuzarra, y Giambattista Valli ese año.
En enero de 2019, ha aparecido en la portada de Vogue España y en febrero de 2020, ha aparecido en la portada digital de la revista. (Inés Sastre, Miriam Sánchez, y Marina Pérez habían aparecido en la portada real.) En el Reino Unido, ha aparecido en la portada de la revista de estilo de The Times.
Models.com la eligió como una de las «Top Newcomers» (en la categoría «breakout») para la temporada O/I de 2020.

## Vida personal
Peñalver apoya el movimiento «Black Lives Matter» y está interesada en la educación sobre antirracismo. También es surfista.